# Ambrosia tenuifolia
Ambrosia tenuifolia es una especie de planta de la familia de las asteráceas.

## Descripción
Es una planta perenne pubescente. Tiene tallos de hasta 50 cm de altura, ramificados al menos en la mitad superior. Las hojas opuestas o subopuestas, pecioladas, bipinnatisectas, con lóbulos linear y generalmente dentados. Involucro masculino de 2,5-3 mm, ciatiforme, pubescente con 2 brácteas más largas que las restante: Involucro femenino de 1,8-3 mm, formando en la fructificación una estructura obovada, pubescente-glandulosa, con 5 diente espinosos y un pico de 0,6-1 mm. Flores masculinas de 1,5-1,8 mm, amarillas. Anteras blancas. Los frutos son aquenios de 3 mm, apiculados, negros. Florece y fructifica de junio a julio.

## Distribución y hábitat
Es ruderal y viaria. Es originaria de América del Sur y se ha naturalizado  en España, Francia e Italia.

## Taxonomía
Ambrosia tenuifolia fue descrita por    Curt Polycarp Joachim Sprengel  y publicado en Systema Vegetabilium, editio decima sexta 3: 851. 1826.
Etimología
Ver: Ambrosia
tenuifolia: epíteto latino que significa "con hojas delgadas".

## Medicina popular
Es considerada una planta carmitiva, antihelmíntica, febrífuga, atirreunática, anticatarral y activadora de la circulación periférica.